# G 161-7
G 161-7 is een ster met een spectraalklasse van M5.0V in het sterrenbeeld Waterslang. De ster met schijnbare magnitude 13,8 bevindt zich 31,5 lichtjaar van de zon.